# 线叶陷脉冬青
线叶陷脉冬青（学名：Ilex delavayi var. linearifolia）为冬青科冬青属下的一个变种。

## 扩展阅读
- 維基物種上的相關：线叶陷脉冬青